# Neue Slowenische Kunst
Neue Slowenische Kunst ("Nou Art Eslovè" en alemany), també conegut com a NSK, és un col·lectiu artístic d'una gran controvèrsia política, nascut a Eslovènia el 1984, quan el país encara formava part de Iugoslàvia. El nom en si mateix ja és una provocació, evocant l'ocupació d'Eslovènia per part dels nazis durant la Segona Guerra Mundial.

## Composició
El membre més conegut del col·lectiu és el grup musical Laibach. Altres membres són IRWIN Arxivat 2008-04-06 a Wayback Machine. (pintura), Noordung Arxivat 2008-04-06 a Wayback Machine. (teatre; originalment anomenats Scipion Nasice Sisters Theater, també coneguts com a Red Pilot), New Collective Studio Arxivat 2008-04-06 a Wayback Machine. (arts gràfiques; també coneguts com a New Collectivism), i el Department of Pure and Applied Philosophy Arxivat 2008-03-27 a Wayback Machine. (teoria).

## Característiques
L'art d'NSK sovint utilitza elements i simbologia del totalitarisme o de moviments nacionalistes extrems, sovint reinventant el kitsch totalitarista en un estil visual amb reminiscències dadaistes.
Els artistes d'NSK sovint utilitzen símbols de diferents (i sovint incompatibles) ideologies polítiques.
Per exemple, un cartell dissenyat el 1987 va provocar un escàndol quan va guanyar un concurs en ocasió del Dia de la Joventut Iugoslava. El cartell s'apropiava de la imatge d'una pintura de l'artista nazi Richard Klein, substituint la bandera nazi alemanya per la bandera iugoslava, i l'àliga alemanya per un colom.
Tant IRWIN com Laibach comparteixen la idea que la seva obra és més del col·lectiu que d'un grup individual. Les cançons originals i els arranjaments de Laibach són sempre atribuïts al col·lectiu i els artistes individuals mai són anomenats als llibrets dels discs. També es va donar el cas que Laibach va tenir dos grups de gira al mateix temps, els dos amb membres originals del grup. De la mateixa manera, els artistes de IRWIN mai signen la seva obra de forma individual, en canvi, signen amb un segell o un certificat que indica que el treball ha estat aprovat pel col·lectiu.
Des del 1991, NSK proclama la constitució d'un estat, de forma similar a d'altres micronacions. Emeten passaports, presenten els seus espectacles com si es tractés d'una ambaixada o part del seu territori i mantenen consolats en algunes ciutats. NSK també ha emès segells postals. Laibach, el 2006, va gravar (alguns ho podrien considerar remesclar) l'himne nacional de l'estat d'NSK, que adopta la melodia d'un altra cançó del grup "The Great Seal", incloent una veu computeritzada que recita un fragment famós de Winston Churchill "We shall fight them on the beaches/We shall never surrender".
NSK va ser objecte, el 1996, d'un documental escrit i dirigit per Michael Benson, titulat Prerokbe Ognja ("Prediccions de foc"). Al documental hi apareix en una entrevista el teòric eslovè Slavoj Žižek.